# Bomba (Libia)
Bomba (البمبة) es una población costera de Libia, en la región de Cirenaica, localizada entre las ciudades de Derna y Tobruk.

## Población
Según una estimación de 1995, contaba con una población de 3 020 habitantes.

## Geografía
El golfo de Bomba toma su nombre de esta localidad.